# Рідна школа (товариство)
«Рідна Школа» (до 1926 — Українське Педагогічне Товариство) — освітньо-виховне товариство, засноване 1881 року у Львові як «Руське Товариство Педагогічне» (РТП). 1912 року перейменоване на «Українське Педагогічне Товариство» (УПТ), у 1926 році — на «Рідна Школа».

## Діяльність
Працювало над вирішенням проблем освіти українського населення (початкова школа, середнє шкільництво, вища школа), та наданням моральної і матеріальної допомоги учням і студентам.
Видавало дитячу літературу, журнал «Дзвінок» (1892—1914), журнал «Учитель» (1889—1914), шкільні підручники і читанки, щорічний календар.
Клопотання Товариства до урядових установ сприяли ростові числа шкіл з українською викладовою мовою.
У міжвоєнний період Товариство взяло під свою опіку всі приватні школи Східної Галичини. Однак польські власті не давали можливості розгортати діяльність товариства на північно-західних землях (Холмщина, Підляшшя, Волинь).
Діяльність Товариства припинена 1939 року радянською владою.

## Мета
Загальна мета Українського Педагогічного Товариства: (тут же збережено мову оригіналу)
а) «промишляти над потребами руского народа на поли шкіл народних, середних і висших, займатися оснуванем руских шкіл і піддержувати справи вихованя публичного і домашного на основі матерного язика;

б) подавати членам поміч так моральну, як і матеріальну».

## Педагогічно-освітні завдання
Завдання Українського Педагогічного Товариства:
- організувати боротьбу за українську школу в Галичині (1881 на понад 3 000 українських громад було всього 1529 шкіл з українською мовою навчання) шляхом меморіалів і петицій до влади і поширення зацікавлення шкільними справами серед загалу українського суспільства;
- творити бурси для сільської молоді у Львові (1905–1904) і на провінції (16), щоб уможливити їй науку у середніх школах;
- видавати дитячу літературу і книжки для широких мас белетристичного і науково-популярного змісту (з 1886 у видавництві «Бібліотека для молоді», до 1906 — 118 кн.), дитячий журнал «Дзвінок» (1892–1914), шкільні підручники й читанки, щорічний настінний календар (з 1889);
- присвячувати увагу професіональним справам учительства (аж до постання 1905 з ініціативи Товариства (на той час РТП) товариства «Взаємна Поміч Українського Вчительства», частково пізніше) та видавати педагогічний журнал «Учитель» (1889—1914);
- організувати приватне шкільництво (1898 — перша українська виділова дівоча школа ім. Шевченка у Львові, 1903 — дівоча учительська семінарія у Львові і 1907 — школа вправ при ній, 1908 — перша сільсько-народна школа у Зарваниці). Товариство творило філії (перша 1888 у Щирці); 1906 їх було 33, а число членів збільшилося з 83 (1881) до 943 (1900) і 3000 (1906).

## Освітня робота

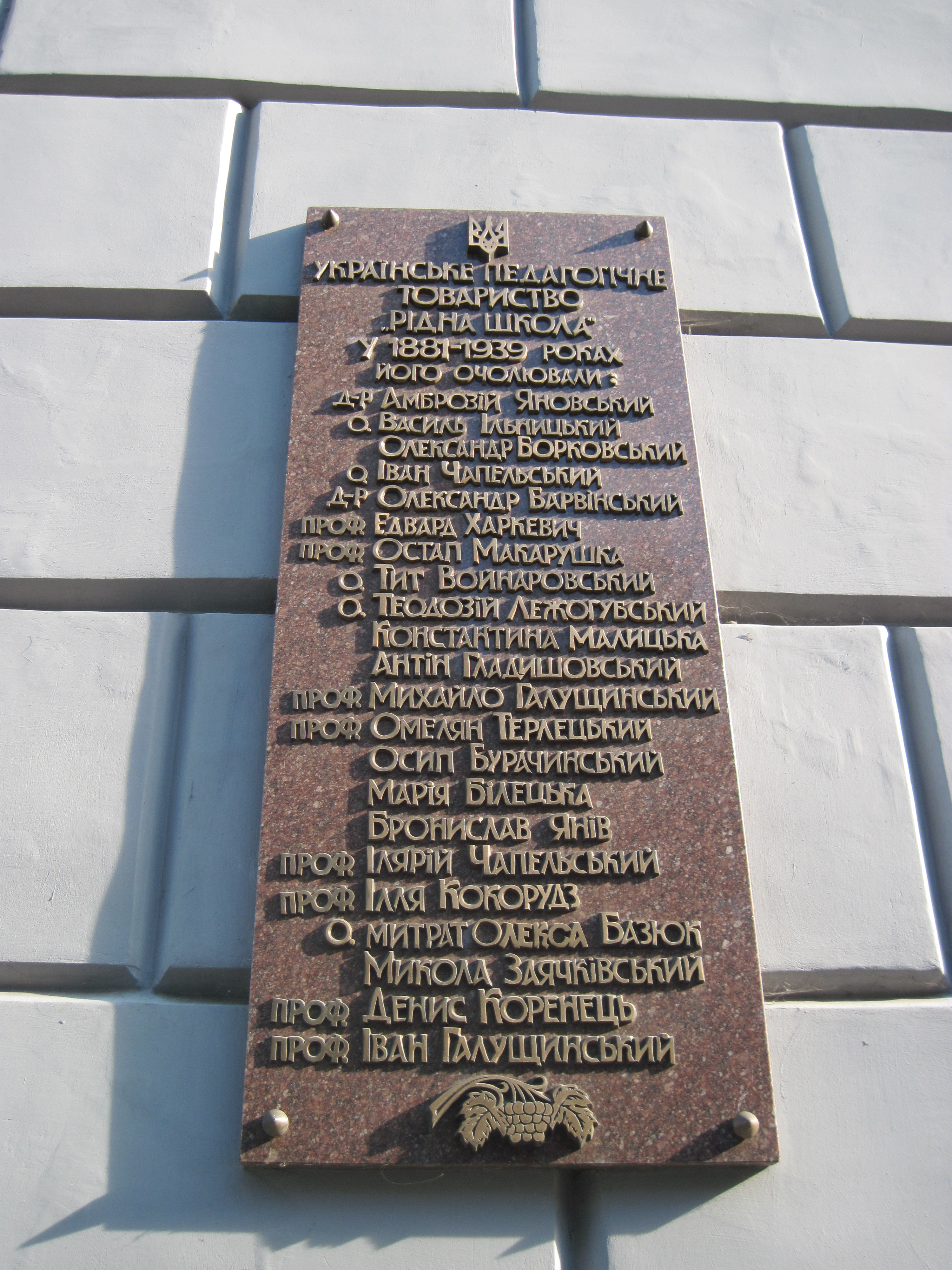
Пам'ятна таблиця товариству «Рідна школа» на будівлі «Народного дому» на вул. Театральній, 22 у Львові

У 1912 році на підставі зміненого статуту Товариство прийняло назву — «Українське Педагогічне Товариство» (у скороченні: УПТ). Філії Товариства названо кружками, що об'єднувалися на певній території в Союзи кружків, так що УПТ стало автономно-федеративним товариством. До Першої світової війни УПТ присвячувало більш уваги відкриттю нових шкіл, зокрема середніх,— і курсів підготовки сільської молоді до гімназій і учительських семінарій. УПТ організувало курси для неписьменних, відкривало бібліотеки, поширювало мережу бурс (між роками 1907—1914 їх постало 26) і розгортало видавничу діяльність.
У 1914 УПТ охоплювало 18 народних шкіл, 38 підготовчих курсів, 7 гімназій. Членство зросло до 4814 членів, згуртованих у 59 кружках. Єдиним недоліком українського приватного шкільництва — це роздвоєння його роботи: ним керували у 1910–1914 як і УПТ, так і Крайовий Шкільний Союз, до складу якого входило УПТ, з тим, що компетенції обох установ осталися нечітко розмежовані. Клопотання УПТ в урядових установах спричинилися деякою мірою до збільшення мережі українських народних (1914 р. — 2510) і середніх (6 гімназій, 10 утраквістичних семінарій) шкіл у Галичині.

## Провід
Визначнішими головами Руского (Українського) Педагогічного Товариства до 1918 були: Амвросій Яновський (перший голова), о. Василь Ільницький, о. Іван Чапельський, Олександр Барвінський, Едвард Харкевич, Ілля Кокорудз, Остап Макарушка, о. Тит Войнаровський; ін. діячі: о. О. Базюк, Анатоль Вахнянин, Григорій Врецьона, Ростислав Заклинський, Костянтина Малицька, Кость Паньківський, Юліан Романчук, о. Олександр Стефанович, Володимир Шухевич та ін.
Під час світової і визвольної воєн діяльність УПТ занепала: довелося працювати в умовах ліквідації українських народних шкіл польською владою (залишилося лише 352 школи з укрмовою навчання) і неприхильності польської влади. Аж зі зміною статуту 1924 умови праці УПТ дещо покращали, попри те, що не було дозволено УТП поширити діяльність на північно-західні землі.
У 1926 році змінено назву УПТ на «Рідна Школа», дарма що назвою «Рідна Школа» користувалися і раніш.
Освітні, культурні, наукові молодіжні організації, які створив чи підтримував Андрей Шептицький: 
• Богословське наукове товариство;
•  «Просвіта»;
•  українська шкільна організація «Рідна Школа»;

## Членство і структура
Членство в «Рідній Школі» було одноступеневе, товариство очолювала Головна Управа у Львові, обрана на Загальних з'їздах «Рідної Школи». Низовими клітинами були гуртки «Рідної Школи»; посередніми організаційними ланками — повітові Союзи кружків; у тих повітах, де їх не було, керівництво вели гуртки «Рідної Школи» у повітових містечках. Число гуртків і їх членство постійно зростало так, що 1939 55 % українських місцевостей у Галичині мали свої гуртки «Рідної Школи», а членство «Рідної Школи» охоплювало близько 8 % українського населення у віці 20 років і більше; число повітових союзів — 30. Зростання гуртків і членства видно з таблиці:
| Зростання гуртків і членства | Зростання гуртків і членства | Зростання гуртків і членства | Зростання гуртків і членства |
| ---------------------------- | ---------------------------- | ---------------------------- | ---------------------------- |
|                              | 1914                         | 1930                         | 1939                         |
| Кількість гуртків            | 59                           | 593                          | 2074                         |
| Кількість членів (у тис.)    | 4,8                          | 31,6                         | 105,0                        |

«Рідна Школа» стала в нових умовах ідейною й організаційною централею всього українського приватного шкільництва в Галичині та очолювала боротьбу за українську школу; вона звертала головну увагу на розбудову шкільництва всіх видів. Кількість шкіл «Рідної Школи.» і учнів у них (в дужках у тис.) така:
| Кількість шкіл «Рідної Школи» і учнів у них (в дужках у тис.) | Кількість шкіл «Рідної Школи» і учнів у них (в дужках у тис.) | Кількість шкіл «Рідної Школи» і учнів у них (в дужках у тис.) | Кількість шкіл «Рідної Школи» і учнів у них (в дужках у тис.) |
| ------------------------------------------------------------- | ------------------------------------------------------------- | ------------------------------------------------------------- | ------------------------------------------------------------- |
|                                                               | 1914                                                          | 1930                                                          | 1938                                                          |
| Народні                                                       | 18                                                            | 81* (6,7)                                                     | 33 (6,1)                                                      |
| Середні загальноосвітні                                       | 7                                                             | 12 (1,6)                                                      | 23** (2,5)                                                    |
| Фахові                                                        |                                                               | 7 (0,9)                                                       | 15 (1,5)                                                      |
| * разом із «збірними лекціями»                                |                                                               |                                                               |                                                               |
| ** у тому числі: 12 гімназій, 11 ліцеїв                       |                                                               |                                                               |                                                               |

Число народних шкіл «Р. Ш.» було невелике (у них навчалося близько 2 % українських дітей) як через фінансові труднощі, так і перепони з боку польської влади. У деяких місцевостях їх заміняли так звані «збірні лекції» — школи без урядової концесії, а після їх ліквідації владою так зване «домашнє навчання» (не більше 10 дітей разом), яке також не розвинулося через переслідування адміністрації (1938 це навчання вели ледве 4 гуртки). У середніх школах «Р. Ш.» навчалося понад 20 % української молоді, яка ходила до середніх шкіл. Серед фахових шкіл була одна середня (торговельна гімназія у Львові) і 5 фахово — допоміжних. Разом у всіх школах «Р. Ш.» працювало бл. 350 постійних учителів і 150 — т. зв. доходячих. «Р. Ш.» буйно розвинула у 1930-их pp. сезонові садки (1930 — 41, 1938 — 605 з 22100 дітьми); постійних садків було мало — 3 т. зв. захоронки (120 дітей) і З світлиці (100 дітей). Дошкільній праці допомогло видавництво «Р. Ш.» підручника «Українське дошкілля» за редакцією Л. Ясінчука.
При гуртках «Р. Ш.» творено гуртки доросту «Р. Ш.» (1935 — 16 000 молоді, 1936 — 873 гуртків з 6 188 учнями), але влада їх заборонила (однак, деякі діяли й далі), й згодом виховання молоді велося у загальних рамках праці гуртків. Бурси «Р. Ш.» втратили значення: їх було у 1938—1939 роках 5 з 151 учнем.
«P. Ш.» вела також виховно-освітню діяльність для старших за допомогою рефератів (1937 їх було 1761, а слухало — 24524 особи), концертів (306), аматорських і театральних вистав (1560) та прилюдних виступів шкільної молоді виховних установ «Р. III.» (4 208). Важливе значення мали різного роду курси (українознавства, для неписьменних, керівниць садків і рідношкільних керівників, плетіння, куховарства тощо) — разом 64 з 1480 учасниками; ці курси часто заміняли шкільне навчання. При гуртках діяли бібліотеки (653 з 72 207 книжками і 17 097 читачами, у тому числі 11 176 молоді), а при Головній Управі «Р. Ш.» педагогічна бібліотека з 2580 книг (всі числа на 193738). Видавнича діяльність була менша, ніж до 1914; з 1932 «Р. Ш.» видавала ілюстрований журнал «Рідна Школа», що виходив двічі на місяць.
Під польським натиском на оборону українського шкільництва «Р. Ш.» доводилося витрачати більше енергії, ніж до 1918. Найбільше зусиль коштувало влаштування шкільних плебісцитів за українську мову у школах — вперше 1924 (понад 600 000 заяв від батьків).
При Головній Управі «Р. Ш.» у 1930-х роках існувала Українська Порадня для вибору звання (голова С. Пастернак, секретар В. Метельський) та два підприємства — книгарня (1938 рік — обіг 228 000 золотих — чистий прибуток 3 970 золотих) і видавництво.
До найважливіших імпрез, що їх влаштовувала «Р. Ш.», належали: святкування 50-ліття «Р. Ш.» 1931—1932 у Львові, на провінції в Галичині й на еміграції, зокрема в США; І Український Педагогічний Конгрес (2—3 липня 1935) та його завершення — Перша Українська Педагогічна Вистава (Львів, червень 1938). Щороку перед закінченням шкільного року у Львові і по більших містах відбувалися рідношкільні Свята Молоді.
Видатки «Р. Ш.» становили на початку 1930-их pp. 2,2 млн золотих річно, 1937—1938 — 1430 500 золотих, прибутки (гол. оплата в середніх і фахових школах, прибутки з видавництва і кооперативи «Рідна Школа» тощо) становили звич. половину видатків (1937—1938 — 754700). Недобір покривався з добровільних пожертв громадянства (серед ін. української еміграції за океаном, зокрема у США) та членських внесків; щороку влаштовувано масові збірки «на коляду» і «на писанку» «Р. Ш.».
Головами «Р. Ш.» у 1920—1930-х роках були: Антін Гладишовський, Омелян Терлецький, Броніслав Янів, Ілля Кокорудз, Іван Галущинський, Микола Заячківський, Денис Коренець; ін. діячі «Р. Ш.» (крім довоєнних): Іван Герасимович, В. Ільницький, Олена Кисілевська, Михайло Климкевич, Мирон Коновалець (довголітній секретар «Р. Ш.»), Омелян Попович, Олена Степанів-Дашкевич, Маркіян Терлецький, Лев Ясінчук (делеґат «Р. Ш.». до США) та ін.
Після приходу більшовиків «Р. Ш.» була ліквідована. За німецької окупації більшість її майна перейшла у власність Українських Освітніх Товариств (вони й виконували частину завдань гуртків «Р. Ш.») та УЦК і його клітин.
На еміграції подекуди вживають назву «Р. Ш.» установи, що утримують українські школи або ведуть освітню роботу.

## Відновлення діяльності в незалежній Україні
Починаючи з 1987 Стасів-Калинець Ірина Онуфріївна бере щонайактивнішу участь у пробудженні вільного культурного та громадського життя Львова. Участь у створенні Клубу молодих учених. Участь у створенні Товариства української мови (ТУМ). 1990 року Ірину Калинець обирають депутатом Верховної Ради України. З травня 1990 працює начальником Львівського обласного управління освіти. Вона провела реформу школи в напрямку українізації шкільної системи.
Ірина Калинець брала участь у створенні низки нових навчальних закладів (ліцеїв, гімназій, зокрема ліцею «Героїв Крут».), профільної газети «Основа», Міжнародного центру освіти, науки й культури.Товариство наукових викладів імені Петра Могили відновило свою діяльність у лютому 1991 року та рекомендувало відновити товариство «Рідна школа».
У березні 1991 року за ініціативи громадськості західних областей України Товариство відновило свою діяльність: створено громадську організацію — Львівське крайове товариство «Рідна школа» (ЛКТ «Рідна школа»).
Першим президентом було обрано академіка НАН України, директора Фізико-механічного інституту ім. Г. В. Карпенка Національної Академії наук України, професора Панасюка Володимира Васильовича.
Керівники організації: З жовтня 2003 року Президентом ЛКТ «Рідна школа» є доктор педагогічних  наук, професор Сікорський Петро Іванович.
Віце-президент Товариства — кандидат педагогічних наук, доцент Герцюк Дмитро Дмитрович.
Голова Координаційної ради — кандидат технічних наук Яворський Михайло Степанович.
Адреса організації: м. Львів, вул. Коперника, 42

## Мета організації
Згуртування широких кіл громадськості і залучення її до процесів відродження духовності та утвердження української освіти, мови і культури.
Для досягнення своєї мети Товариство: 
- вивчає і узагальнює громадську думку щодо процесів, які відбуваються в освітянському середовищі та дошкіллі;
- співпрацює з органами державної влади з актуальних завдань діяльності української школи;
- організовує семінари, конференції, круглі столи;
- реалізує право законодавчої ініціативи, а також висловлює своє ставлення до державних заходів, що стосуються освітянської політики;
- сприяє підготовці та виданню нових навчальних підручників та посібників, впровадженню

сучасних технологій навчання і виховання учнівської та студентської молоді.

## Реалізовані проєкти
- Започаткування періодичного видання — наукового альманаху "Товариство „Рідна школа“: історія і сучасність»;
- проведення у Львові Другого українського педагогічного конгресу;
- організація серії соціологічних досліджень «Школа очима школярів»;
- пошук та підтримка талановитої учнівської молоді (проведення конкурсів, видання поетичних збірок та ін.);
- залучення кращих вчителів до написання серії шкільних підручників з українознавства;
- підготовка і винесення на широке громадське обговорення положень про систему громадського самоврядування в освіті, організацію зовнішнього незалежного тестування випускників загальноосвітніх навчальних закладів і зарахування їх до ВНЗ України, про освітньо-культурний округ та інше.